# Dario Gjergja
Dario Gjergja (Zadar, 21 augustus 1975) is een Kroatisch-Belgisch basketbalcoach. Hij is sinds 2018 hoofdcoach van het Belgisch basketbalmannenteam, de Belgian Lions.

## Carrière
Gjergja startte in 2001 als assistent-coach bij KK Zagreb en bleef er tot in 2003. Van 2003 tot 2007 was hij als assistent aan de slag bij KK Cibona, hij werd driemaal Kroatisch kampioen. In het seizoen 2007/08 was hij assistent bij de Russische basketbalploeg PBK Ural-Great Perm. In het seizoen 2008/09 was hij assistent bij Spirou Charleroi en werd mee landskampioen.
In 2009 werd hij voor het eerst hoofdcoach bij Liège Basket en bleef bij hen tot in 2011 toen hij aan de slag ging bij BC Oostende. In juli 2020 werd bekendgemaakt dat hij bijtekende voor vijf seizoenen. Met Oostende veroverde hij meerdere landstitels en bekers.
In 2015 was hij assistent-bondscoach van Kroatië onder Velimir Perasović. En sinds 2018 is hij ook de bondscoach van België, in 2021 werd zijn contract met drie jaar verlengd.

## Erelijst

### Als assistent
- Kroatisch landskampioen: 2004, 2006, 2007
- Belgisch landskampioen: 2009

### Als hoofdcoach
- Belgisch landskampioen: 2012, 2013, 2014, 2015, 2016, 2017, 2018, 2019, 2020, 2021, 2022, 2023, 2024, 2025
- Belgische bekerwinnaar: 2013, 2014, 2015, 2016, 2017, 2018, 2021, 2025
- Belgische supercup: 2014, 2015, 2017, 2018
- BNXT supercup: 2021, 2022
- Coach van het jaar in België:2013, 2016, 2017, 2024
- BNXT League Coach of the Year: 2024